# Edward Hardwicke
Edward Hardwicke (7 de agosto de 1932 – 16 de mayo de 2011), a veces acreditado como Edward Hardwick, fue un actor teatral, cinematográfico y televisivo británico. 

## Primeros años y carrera
Nacido en Londres, Inglaterra, era hijo de los actores Sir Cedric Hardwicke y Helena Pickard Empezó su carrera cinematográfica en los Estados Unidos a los 10 años de edad, en el film dirigido por Victor Fleming Dos en el cielo, protagonizado por Spencer Tracy. A su vuelta a Inglaterra estudió en la Stowe School y cumplió su servicio militar en la Royal Air Force. Posteriormente entró en la Royal Academy of Dramatic Art (RADA) y se preparó para ser actor.

## El Old Vic y el National Theatre
Hardwicke actuó con la compañía Bristol Old Vic y en los teatros The Oxford Playhouse y Nottingham Playhouse antes de formar parte de la compañía teatral de Laurence Olivier Royal National Theatre en 1964. En esa compañía actuó regularmente a lo largo de siete años. Con Olivier trabajó en la pieza de William Shakespeare Otelo y en la de Henrik Ibsen El maestro constructor. También actuó en las siguientes obras: The Royal Hunt of the Sun, de Peter Shaffer, con Robert Stephens; Charley's Aunt; Rosencrantz y Guildenstern han muerto, de Tom Stoppard; The Way of the World, de William Congreve; La Puce à l'oreille, de Georges Feydeau, y dirigida por Jacques Charon, de la Comédie-Française; Las brujas de Salem; El juego de roles, de Luigi Pirandello; El idiota, de Fiódor Dostoyevski; y en la pieza de George Bernard Shaw Mrs. Warren's Profession. En 1977 volvió a la National para intervenir en una producción de la obra de Feydeau The Lady from Maxim's.
En 1973 interpretó al Dr. Astrov en la pieza de Antón Chéjov Tío Vania, representada con la Bristol Old Vic, y tuvo el papel de Charles Calthrop en el film Chacal. En 1975 trabajó en On Approval, obra de Frederick Lonsdale representada en el Teatro Haymarket, y en 1976 fue Sir Robert Chiltern en la pieza de Oscar Wilde Un marido ideal, puesta en escena en el Teatro Yvonne Arnaud, producción con la que hizo una gira por Canadá.
En 2001 fue Arthur Winslow en The Winslow Boy, en el Festival de Teatro de Chichester, papel interpretado por su padre en la película de 1948 del mismo nombre.

## Televisión ySherlock Holmes
Hardwicke se hizo familiar entre el público televisivo gracias a la serie de los años setenta Colditz, en la que encarnaba a Pat Grant, un personaje basado en el héroe de la vida real Pat Reid. Después fue Arthur en la sitcom My Old Man. En 1978 encarnó a Bellcourt en el último episodio de The Sweeney, titulado "Hearts and Minds". David Burke sugirió que Hardwicke le sucediera en el papel del Doctor Watson en la adaptación que Granada Television hacía de las historias de Sherlock Holmes con la serie The Return of Sherlock Holmes, y en la cual trabajaba Jeremy Brett. Hardwicke interpretó el papel a lo largo de ocho años, desde 1986 a 1994, quedando asociado al mismo de un modo permanente y encarnándolo así mismo en el círculo teatral del West End londinense en 1989 en la obra The Secret of Sherlock Holmes, también acompañado de Brett. Ese mismo año también dirigió Going On, obra de Charles Dennis, en el Festival Edinburgh Fringe.
Además, Hardwicke trabajó en otras numerosas producciones televisivas, entre ellas Holocausto (1978), Oppenheimer (1980), Lovejoy (1992), The Ruth Rendell Mysteries (1997), David Copperfield (2000), Agatha Christie's Poirot (2004), Fanny Hill (2007), Holby City, Shameless (2010), y Some Mothers Do 'Ave 'Em (1973).

## Cine
Las actuaciones cinematográficas de hardwicke también fueron numerosas, destacando de entre ellas las que hizo en las películas Chacal (1973), The Black Windmill (1974),  Richard III (1995, dirigida por Richard Loncraine), The Scarlet Letter (1995), Shadowlands (1993), Elizabeth  (1998), Enigma (2001), The Gathering Storm (2002), Love Actually (2003) y Oliver Twist (2005, dirigida por Roman Polanski). Además, fue el narrador en varias películas.

## Vida personal
Hardwicke tuvo dos hijas, Kate y Emma, de su primer matrimonio con Anne Iddon (fallecida en 2000), el cual acabó en divorcio. Después, en 1995, se casó con Prim Cotton, permaneciendo juntos hasta la muerte de él.
Hardwicke vivió en Chichester, y el 16 de mayo de 2011 falleció a causa de un cáncer en un hospicio de la ciudad.